# Даррен Гардінер
Даррен Гардінер (англ. Darren Gardiner; нар. 19 листопада 1969) — австралійський паралімпійський пауерліфтер. Він виграв дві срібні медалі з пауерліфтингу на Паралімпійських іграх, у категорії чоловіків понад 100 кг. На Іграх 2012 року виступав, та медалі не отримав.

## Пауерліфтинг
Гардінер почав займатися пауерліфтингом у 1995 році, а вперше представляв Австралію в 1998 році Він бере участь у категорії понад 100 кг, чоловіки. З 1997 року він отримав прізвисько «ведмідь» через гучний рев, який він видає під час змагань. Станом на  жовтень 2011 , він посідає друге місце у світі. Станом на  травень 2011, його особистий найкращий підйом становить 235 кг.
У 2000 році він брав участь у Паралімпіаді в Сіднеї, але не здобув медалі. На Іграх в Афінах 2004 року він виграв срібну медаль у боротьбі в категорії чоловіки понад 100 кг, коли він підняв 227,5 кг. Він повторив свою перемогу срібла на такому ж змаганні на літніх Паралімпійських іграх 2008 року.
У 2005 році він брав участь у змаганнях Trafalgar у Мельбурні, де виграв бронзову медаль у категорії EAD з пауерліфтингу, підйомом 227,5 кілограма (502 фунт).

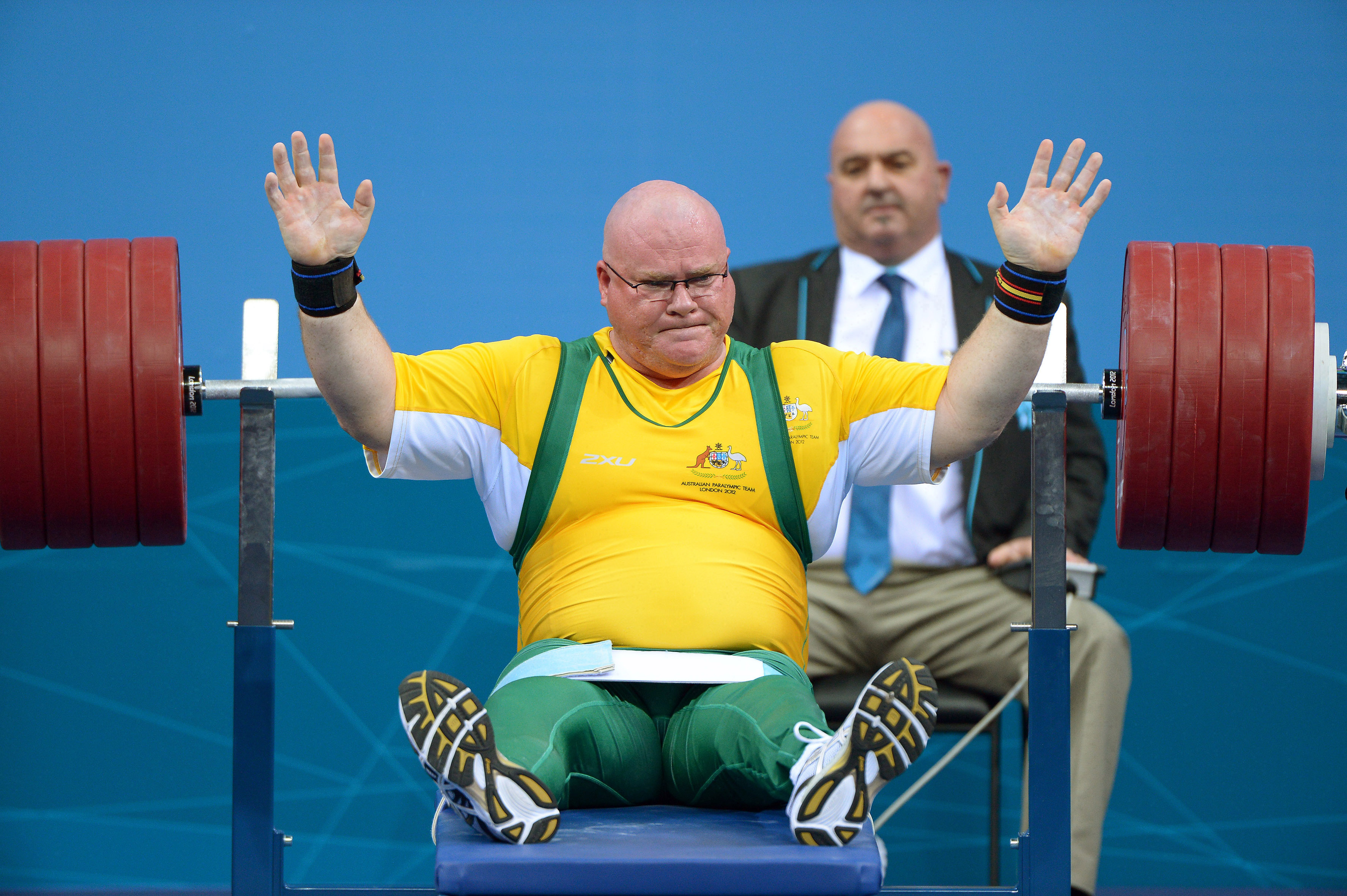
Гардінер на Паралімпіаді в Лондоні 2012 року

Він брав участь у кількох інших змаганнях поза межами Паралімпіади. У 2006 році Гардінер посів друге місце на Чемпіонаті світу, того ж року він завоював бронзу на Іграх Співдружності в Мельбурні 2006 року . Він виграв срібну медаль у 2007 році на Відкритому чемпіонаті Європи. На жаль, більшу частину 2010 року спортсмен не виступав через травму, проте вже в 2011 змагався на Паралімпійському чемпіонаті Океанії. В рамках Ігор в Арафурі, він фінішував першим з результатом 230, що на 70 більше, ніж конкурент на другому місці — Абебе Фекаду. Даррена вибрали для участі на Паралімпіаді в Лондоні 2012 року , але не отримав медалі на Іграх, пропустивши бронзу вперед з розривом в 1 кг. Його відставку було оголошено в грудні 2012 року Вихід пауерліфтера на пенсію позначив кінець його успішної 15-річної кар'єри.